# Punt (diakritisch teken)
Als een diakritisch teken wordt een punt doorgaans boven of onder lettertekens van het Latijnse alfabet geplaatst, maar soms ook op gemiddelde hoogte ernaast (Ŀ/ŀ). De punt op de <i> en de <j> wordt doorgaans niet als een diakritisch teken gezien, maar als deel van het letterteken zelf.

## Voorbeelden
- ċ/Ċ in het Maltees en de oude spelling van het Iers
- ė/Ė in Litouws
- ġ/Ġ in het Maltees en de oude spelling van het Iers
- l·l/L·l in het Catalaans
- ż/Ż in het Pools
- ṃ in het Sanskriet, nasaliseert de a en wordt als anusvāra aangeduid

## Gebruik
- In het Maltees wijst deze punt op een uitspraak als postalveolaire affricaten.
- In het Ierse lettertype wordt de punt (sí buailte) gebruikt om lenitie aan te geven. Tegenwoordig zet men in plaats hiervan een h achter de betreffende medeklinker. Het komt voor bij de letters b, c, d, f, g, m, p, s en t.
- In het Pools wordt de punt enkel gebruikt bij de ż/Ż voor een verharde, postalveolaire uitspraak: [ʒ]?. Deze punt werd voorgesteld door Jan Hus voor het Tsjechisch in zijn De Orthographia Bohemica.
- In het Litouws staat het grafeem <ė> voor de klank [e:]?.
- <ė> wordt ook gebruikt voor de transliteratie uit het (Russisch) cyrillisch van de letter э/Э.
- In het Catalaans wordt de punt gebruikt om onderscheid tussen de gepalataliseerde [ʎ] en de gewone (dikke) [l] aan te duiden. (ll versus l·l)
- Bij de romanisatie van enkele Semitische talen wordt de punt (onder de letter) gebruikt voor de emfatische versie van die medeklinker.